# Strada regionale 117 di Gorizia
La strada regionale 117 di Gorizia (SR 117), già nuova strada ANAS 117 di Gorizia (NSA 117), è una strada regionale italiana in Friuli-Venezia Giulia. È classificata come strada extraurbana secondaria.
Corre nel comune di Gorizia e nel comune di Mossa. Inizia dalla rotatoria con la strada regionale 55 presso il viadotto IV Stormo Caccia, in località Case dell'Eremita, alla periferia sud della città di Gorizia. Come via Livio Ceccotti, attraversa tutta la zona industriale di Gorizia superando dapprima l'A34 tramite sottopassaggio e poi intersecando la SP 8 a sud di Sant'Andrea. Prosegue poi verso ovest oltrepassando il fiume Isonzo tramite un ponte e successivamente il canale Agro per raggiungere la parte sud di Lucinico. Qui, in località Mochetta, due svincoli permettono l'interconnessione con la strada regionale 351 di Cervignano. La SR 117 raggiunge infine la zona industriale di Mossa con un tracciato a zigzag e diverse rotatorie; termina con una rotatoria sulla strada regionale 56 di Gorizia in località Olivers nell'abitato di Mossa.
La costruzione del suo prolungamento dalla località Mochetta alla zona industriale di Mossa e quindi con la SR 56 è stata ultimata nel 2017.
Dal 1º gennaio 2008 la strada è passata in gestione alla Regione Friuli-Venezia Giulia che opera tramite la Friuli Venezia Giulia Strade S.p.A.